# کیجا پل
کیجا پل مربوط به دوره قاجار است و در شهرستان نور، بخش بلده، دهستان تترساق، روستای ولاشد واقع شده و این اثر در تاریخ ۹ بهمن ۱۳۸۶ با شمارهٔ ثبت ۲۰۶۸۱ به‌عنوان یکی از آثار ملی ایران به ثبت رسیده است.